# Gaferut
Gaferut is een afgelegen atol in de deelstaat Yap in Micronesië. Het is het meest noordelijke van de oostelijke eilandengroep van Yap en ligt 100 kilometer ten noordoosten van Faraulep en 790 kilometer ten oosten van het eiland Yap.
Gaferut wordt door de mensen van de naburige atollen Fayo genoemd, wat steen of rots betekent in de Woleaian taal. Het behoort tot het Faraulep volk.
Het eiland is 500 meter lang en 150 meter breed, en minder dan 10 hectare groot. Het ligt in het zuidoosten van een rif dat 1,5 km lang en een kilometer breed is.
De vegetatie bestaat uit Tournefortia argentea en kokospalm (Cocos nucifera).

## Important Bird Area
Het park is aangewezen als Important Bird Area door BirdLife International vanwege het belang voor een significante populatie van de bruine gent.